# Meczner János
Meczner János (Budapest, 1944. január 3. –) Jászai Mari-díjas rendező, színházigazgató, egyetemi tanár, érdemes művész.

## Életpályája
Meczner László és Dékány Klára gyermekeként született.
1962–1967 között az ELTE bölcsészettudományi karán művészettörténet–magyar történelem szakon tanult. Miután bölcsészdiplomát szerzett, a Magyar Televíziónál ügyelőként és rendezőasszisztensként dolgozott. 1973-ban diplomázott a Színház- és Filmművészeti Főiskola színházrendező szakán, Marton Endre osztályában. Pályáját 1973-tól a győri Kisfaludy Színház rendezőjeként kezdte. 1975-től vezető rendező, majd 1977-től főrendező volt. 1978. november 4-én az ő rendezésében Illyés Gyula Fáklyaláng című drámája volt az akkor avatott győri színház épületének első előadása.
1980–1989 között Népszínház rendezőjeként dolgozott.
1989–1994 között az Arany János Színház igazgatója volt. Szorosabb együttműködést kezdeményezett a művészeti főiskolákkal, és növelte az irodalmi anyag, az előadások színvonalát. Ez idő alatt történt a színházépület rekonstrukciója, mely 1991 januárjára fejeződött be. De a színház a színházpolitika szempontjából már igazgatása kezdetétől nehézségekbe ütközött – ettől fogva számos törekvés volt színháza átvételére, bekebelezésére. 1994-ben, igazgatói mandátuma lejáratakor a Fővárosi Önkormányzat a gyerekszínházat profilváltásra ítélte.
1994–2020 között a Budapest Bábszínház igazgatójaként dolgozott. Vezetése alatt a színház és társulata is megújult, az átlagéletkor és szemlélet megfiatalodott – így például, hogy a világban tapasztalható trendeknek megfelelően egyre inkább elmosódott a határ a színház és a bábszínház között, illetve hogy az intézmény a gyermek- és felnőttműsorokban is új hangot kereső, igényességre törekvő, tematikailag, műfajilag és formailag is széles választékot kínál, tekintettel annak jelentős múltjára.
Rendezett vendégként is, Magyarországon és külföldön is, ahogy tévéjátékot és több rádiójátékot is.
1997–2009 között a Thália Színház művészeti vezetőjeként dolgozott. Jelentős szerepe volt abban, hogy a Színház- és Filmművészeti Egyetemen 1995-ben beindult a bábszínész, 2008-tól pedig a bábrendező képzés. 2000 óta ezen osztályok egyik osztályvezető tanára.
1985-től az ASSITEJ (Association Internationale du Théâtre pour l’Enfance et pour la Jeunesse; Gyermek- és Ifjúsági Színházak Nemzetközi Szövetsége) Magyar Központjának ügyvezető titkára, majd 10 éven át elnöke volt. 1991-től a Színház a Gyermekekért és az Ifjúságért Alapítvány képviselője volt, ami az Arany János Színház fennmaradását, működését segítette. Tagja a Gábor Miklós-díjat 2000 óta odaítélő kuratóriumnak. 2012 októbere óta a Magyar Bábművészek Szövetségének elnökségi tagja. 1993–2004 között a Nemzeti Kulturális Alap Színházi, 2008–2011 között pedig a Kiemelt Kulturális Programok kollégiumának tagja volt.
Felesége dr. Kis Éva gyermekgyógyász, radiológus; két gyermekük született, Vera (1981) művészmenedzser, a Gradus Művészügynökség alapítója és András (1983) orvos.

## Színházi rendezései
A színházi adattárban 2011. augusztus 31-i lekérdezéskor regisztrált bemutatóinak száma: 51
| Szerző(k)                                                  | Cím                                              | Színház/társulat                                          | Bemutató éve     | Jegyzet |
| ---------------------------------------------------------- | ------------------------------------------------ | --------------------------------------------------------- | ---------------- | ------- |
| Molière, Illyés Gyula                                      | Kényeskedők                                      | Színház- és Filmművészeti Főiskola, Ódry Színpad          | 1972             | f.h.    |
| Schwajda György                                            | Palamédesz                                       | Színház- és Filmművészeti Főiskola, Ódry Színpad          | 1972             | f.h.    |
| Cserhalmi Imre                                             | Eszter                                           | Kisfaludy Színház                                         | 1973             | f.h.    |
| Alekszej Arbuzov, Elbert János                             | Jó reggelt boldogság (Az Arbát meséi)            | Kisfaludy Színház                                         | 1973             | f.h.    |
| Vladislav Vančura, Stier Ferenc                            | Szőrmók Maci                                     | Kisfaludy Színház                                         | 1973             |         |
| Arthur Miller, Máthé Elek                                  | Pillantás a hídról                               | Kisfaludy Színház                                         | 1974             |         |
| Otto Zelenka, Stier Ferenc                                 | A sokat olvasó nagymama esete                    | Kisfaludy Színház                                         | 1974             |         |
| Ács Kató                                                   | Mártonka vasárnapja (Egy faramuci nap története) | Kisfaludy Színház                                         | 1974             |         |
| Honoré de Balzac, Kolozsvári Grandpierre Emil              | A tőzsdelovag                                    | Kisfaludy Színház                                         | 1975             |         |
| Titus Maccius Plautus, Devecseri Gábor                     | A bögre                                          | Kisfaludy Színház                                         | 1975             |         |
| Alekszej Nyikolajevics Arbuzov, Sívó Mária                 | Régimódi történet                                | Kisfaludy Színház                                         | 1975             |         |
| Vaszilij Vasziljevics Skvarkin, Lenkei Lajos, Alpári Pál   | Idegen gyermek                                   | Békés Megyei Jókai Színház                                | 1976             | mv.     |
| George Bernard Shaw, Réz Ádám                              | Warrenné mestersége                              | Kisfaludy Színház                                         | 1976             |         |
| Galgóczi Erzsébet, Németh Endre                            | Kinek a törvénye?                                | Kisfaludy Színház                                         | 1977             |         |
| Jean-Paul Sartre, Rónay György                             | Temetetlen holtak                                | Kisfaludy Színház                                         | 1977             |         |
| William Shakespeare, Mészöly Dezső                         | Romeo és Júlia                                   | Kisfaludy Színház                                         | 1977             |         |
| Ugo Betti, Ispánki János                                   | Bűntény a kecskeszigeten                         | Kisfaludy Színház                                         | 1978             |         |
| Illyés Gyula                                               | Fáklyaláng                                       | Kisfaludy Színház                                         | 1978             |         |
| Petőfi Sándor, Kacsoh Pongrác, Heltai Jenő, Bakonyi Károly | János vitéz                                      | Kisfaludy Színház                                         | 1978             |         |
| Federico García Lorca, András László                       | Bernarda Alba háza                               | Kisfaludy Színház                                         | 1979             |         |
| Jevgenyij Svarc                                            | Hókirálynő                                       | Népszínház Józsefvárosi Színháza, Művelődési Ház Kiskőrös | 1981             |         |
| Gerhart Hauptmann, Háy Gyula                               | Naplemente előtt                                 | Népszínház                                                | 1982             |         |
| Friedrich Schiller, Vas István                             | Ármány és szerelem                               | Népszínház Józsefvárosi Színháza, Művelődési Ház Paks     | 1982             |         |
| Tordon Ákos Miklós                                         | Skatulyácska királykisasszony                    | Népszínház, Művelődési Ház Paks                           | 1982             |         |
| Sarkadi Imre                                               | Elveszett paradicsom                             | Népszínház, Művelődési Ház Tamási                         | 1983             |         |
| Páskándi Géza                                              | A királylány bajusza                             | Népszínház Józsefvárosi Színháza, Művelődési Ház Vác      | 1983             |         |
| Marc Camoletti, Szántó Judit                               | Boldog születésnapot!                            | Népszínház, Művelődési Ház Gyöngyös                       | 1984             |         |
| Zilahy Lajos                                               | A szűz és a gödölye                              | Népszínház, Művelődési Ház Dorog                          | 1985             |         |
| Szakonyi Károly                                            | Hongkongi paróka                                 | Népszínház, Művelődési Ház Körmend                        | 1985             |         |
| Arthur Fauquez, Bartha András, Vargha Balázs               | Toronyóra lánccal                                | Népszínház, Művelődési Ház Tiszavasvári                   | 1986             |         |
| Maróti Lajos                                               | Egy válás története                              | Népszínház, Művelődési Ház Martfű                         | 1986             |         |
| Örkény István                                              | Tóték                                            | Népszínház, Művelődési Ház Újfehértó                      | 1987             |         |
| Páskándi Géza                                              | A rejtekhely                                     | Népszínház, Asbóth utcai Kisszínpad                       | 1987             |         |
| Dunai Ferenc                                               | A nadrág                                         | Művelődési Ház Gyöngyös                                   | 1987             |         |
| Timár György                                               | Pártfogoltak                                     | Népszínház, Bartók Béla Művelődési Központ, Dunaújváros   | 1988             |         |
| Romhányi József                                            | Csipkerózsika                                    | Népszínház, Művelődési Ház Székesfehérvár                 | 1988             |         |
| Gabnai Katalin                                             | A mindenlátó királylány                          | Népszínház, Pataky István Művelődési Központ              | 1989             |         |
| Tamási Áron                                                | Énekes madár                                     | Arany János Színház                                       | 1992             |         |
| Gabnai Katalin                                             | A mindenlátó királylány                          | Komáromi Jókai Színház                                    | 1995             | mv.     |
| Mozart, Emanuel Schikaneder, Forgách András                | A varázsfuvola                                   | Budapest Bábszínház                                       | 1995             |         |
| Arthur Miller, Máthé Elek                                  | Pillantás a hídról                               | Temesvári Csíky Gergely Színház                           | 1996             | mv.     |
| Szabó Magda                                                | Régimódi történet                                | Nemzeti Színház                                           | 1999             | mv.     |
| Tamási Áron                                                | Énekes madár                                     | Hevesi Sándor Színház                                     | 1999             | mv.     |
| Friedrich Schiller, Vas István                             | Ármány és szerelem                               | Nemzeti Színház                                           | 1999             |         |
| Molnár Ferenc                                              | Játék a kastélyban                               | Csokonai Színház                                          | 2001             |         |
| Szabó Magda                                                | Kiálts, város!                                   | Csokonai Színház, Debrecen                                | 2002             |         |
| William Somerset Maugham, Prekop Gabriella                 | Szerelmi körutazás                               | Petőfi Színház, Sopron                                    | 2006             |         |
| Arnold Wesker, Várkonyi Zoltán                             | Annie, Anna, Annabella                           | Pinceszínház, Budapest                                    | 2009             |         |
| E. T. A. Hoffmann, Pjotr Iljics Csajkovszkij               | Diótörő                                          | Budapest Bábszínház                                       | 2010, 2013, 2014 |         |
| Terence McNally, Prekop Gabriella                          | Frankie és Johnny (Krumplirózsa)                 | Pinceszínház, Budapest                                    | 2011             |         |
| Kodály Zoltán, Paulini Béla, Harsányi Zsolt                | Háry János                                       | Budapest Bábszínház                                       | 2017             |         |
|                                                            |                                                  |                                                           |                  |         |

## Tévéfilm-rendezései
- Az utolsó nap (Balázs Béla drámájának televíziós változata, 1979)[22]

## Rádiójáték rendezései
- Angyalfia Melániának (Jékely Zoltán rádiónovellája, Kossuth rádió, 1973)[23]
- Hitvalló Csanádi Imre költészete (szerkesztő Dénes István, Kossuth rádió, 1980)[23]
- A népszínmű regénye (írta és összeállította Kerényi Ferenc dr., Kossuth rádió, 1980)[23]
- Olimpiai irodalom – irodalmi olimpia (összeállította Dr. Keresztényi József, Magyar Rádió 3. műsor Bartók Rádió, 1980)[23]
- Rembrandt eladja holttestét (író: Bródy Sándor, Kossuth rádió, 1980)[23]
- Boldog boldogultak (Ladislav Fuks kisregénye, Petőfi rádió, 1980)[23]
- A vörös kakas (Justh Zsigmond elbeszélése, Kossuth rádió, 1980)[23]
- Minek ily éjben fényleni? Kiss József költészete, Magyar Rádió 3. műsor Bartók Rádió, 1980)[23]
- Az 1848-as szabadságharc színháza (összeállította dr. Kerényi Ferenc, Magyar Rádió 3. műsor Bartók Rádió, 1981)[23]
- „Leláncolva az álmélkodás által.” – Hamlet 1867 előtt (összeállította Dr. Kerényi Ferenc, Kossuth rádió, 1981)[23]
- Regélő színházépületek (összeállította dr. Kerényi Ferenc, Kossuth rádió, 1981)[23]
- Ismeretlen ismerősök. Heinrich Schliemann (szerkesztő: Gyenes György, Kossuth rádió, 1982)[23]
- A hősnő, az intrikus, a kedélyes atya és a többiek. Színészek és szerepek a XIX. században (összeállította és vezette: Dr. Kerényi Ferenc, Petőfi rádió, 1982)[23]

## Díjai
- Jászai Mari-díj (1998)
- Kis herceg-életműdíj (Szabadkai Nemzetközi Gyerekszínházi Fesztivál, 2004)[24]
- Érdemes művész (2005)[25]
- Hevesi Sándor-díj (2008)
- ASSITEJ-életműdíj (V. kaposvári Gyermek- és Ifjúsági Színházi Biennálé, 2010)[26]
- Budapestért díj (2011)[27]
- A Magyar Érdemrend tisztikeresztje (2015)[28]
- Pro Urbe Budapest díj (2020)[29]